# Szyk wozowy taborytów

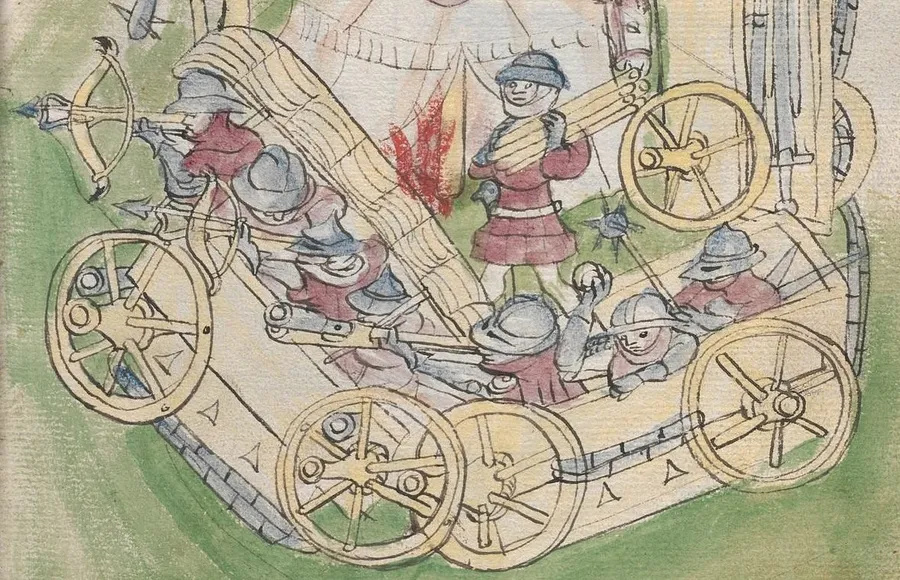
Husycki wagenburg w XV-wiecznym wyobrażeniu

Szyk taborowy (szyk wozowy taborytów, niem. Wagenburg, czes. vozová hradba) – specyficzny obronny szyk bojowy po raz pierwszy zastosowany na szeroką skalę podczas wojen husyckich.

## Cechy formacji
Dzięki połączeniu wozów bojowych, pod których osłoną prowadzono w pierwszej fazie walki ostrzał nieprzyjaciela z łuków, kusz, hakownic, hufnic i taraśnic, tworzono ruchomy obóz warowny, umożliwiający także w odpowiednim momencie przejście do działań zaczepnych. 

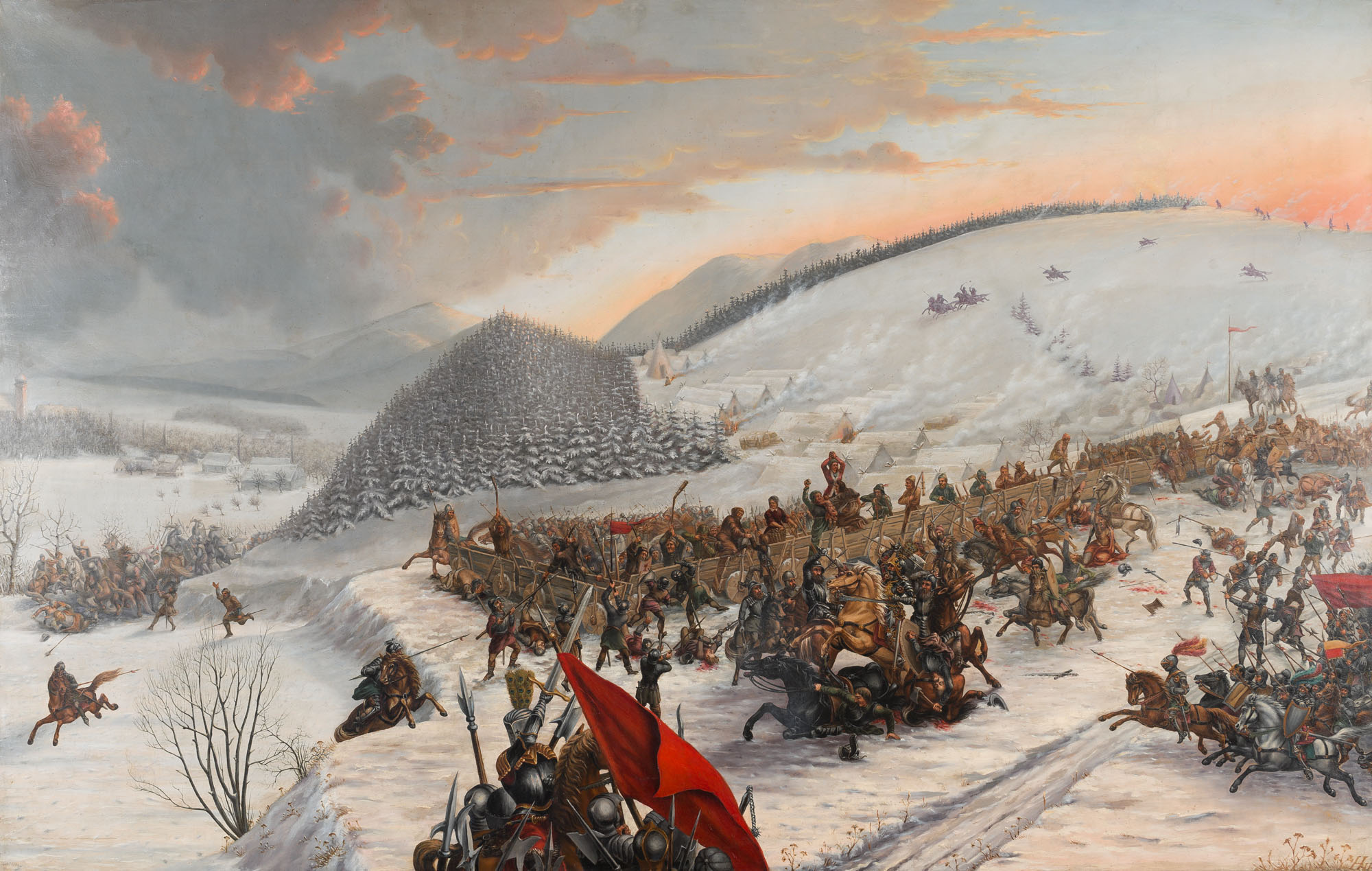
Walka w szyku taborowym podczas bitwy pod Czerwoną Górą (mal. Robert Hauk, 1894)

Tradycja bitewnego wykorzystania taboru wywodzi się z Czech, gdzie w walkach z nieprzyjacielskim rycerstwem  wprowadził je wódz husytów Jan Žižka. Niemieckie określenie wagenburg oznacza dosłownie „fortecę z wozów”, które ustawiano w krąg lub w czworobok, po czym spinano je łańcuchami. Niekiedy dodatkowo okopywano je wokół fosą. W późniejszym czasie do ostrzału przeciwnika coraz częściej używano broni palnej – zarówno z wysokości wozów (rusznice, hakownice, taraśnice), jak i w wąskich przerwach pomiędzy nimi (hufnice, foglerze, bombardy).
Do dłuższej obrony działa mocowano metalowymi pierścieniami na drewnianych pomostach ustawianych poprzecznie na wozach. Prowadzono z nich nawet ogień salwowy – na bliskim dystansie był on skuteczny zwłaszcza przeciw konnicy, gdyż tor strzału przebiegał na wysokości konia z jeźdźcem. Ogólnie sposób walki na wozach taboru zapewniał naturalną przewagę obrońcom znajdującym się na tej samej wysokości co jeźdźcy, górującym zaś nad atakującą piechotą.
Modułowy charakter, mobilność, stosunkowo niski koszt i małe zapotrzebowanie na wysoko wykwalifikowanych wojskowych, przy jednoczesnej wysokiej skuteczności przyczyniły się do rozpowszechnienia tego szyku. Wykorzystywane w nim wozy, przystosowane odpowiednio do walki, mogą uchodzić za prototyp bojowych wozów piechoty.

### Specyfika taboru

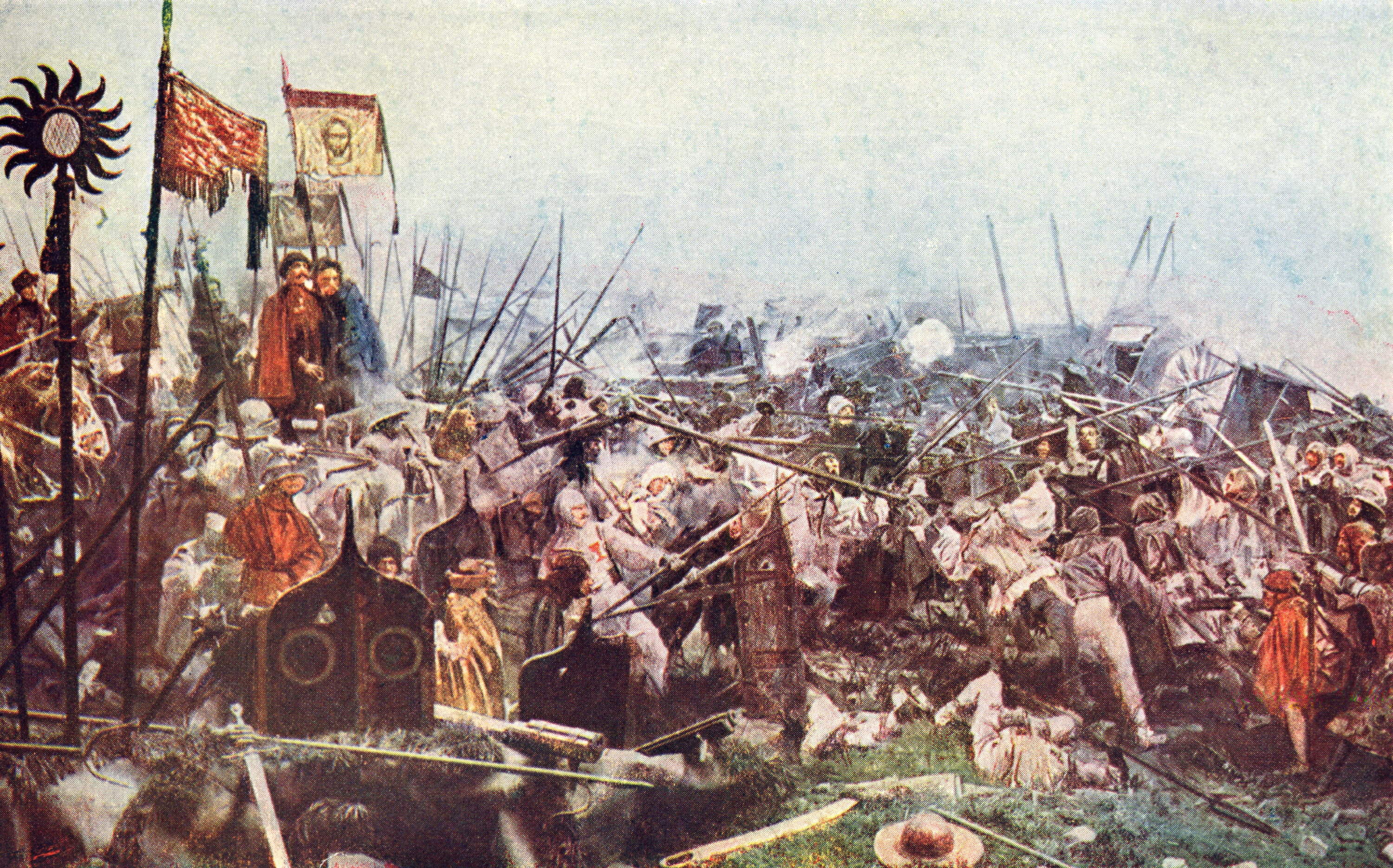
Obrona szyku z użyciem tarcz-tarasów (na pierwszym planie z lewej)

Początkowo do tego celu wykorzystywano zwykłe wiejskie wozy używane do transportu towarów. Z biegiem czasu, wskutek pozyskanych w walce doświadczeń, zaczęto oddzielać wozy zaopatrzeniowe od bojowych, odpowiednio różnicowanych w tej funkcji. Dobierano większe i mocniejsze wozy, wyposażane po bokach w solidne osłony zewnętrzne z tarcic, w grube deski dodatkowo zawieszane pod wozem między kołami jako ochrona przed ostrzałem, a także w przewożone drewniane tarcze (tarasy) ustawiane w walce pomiędzy wozami. Do stałego wyposażenia należały łańcuchy służące do spinania wozów w szereg oraz łopaty, rydle, motyki do naprawy dróg i doraźnego sypania polowych umocnień. Husyci w polu dysponowali dużą liczbą wozów (podczas wielkich bitew nawet setkami), które naprędce można było dostosowywać do bieżących potrzeb.

## W taktyce epoki

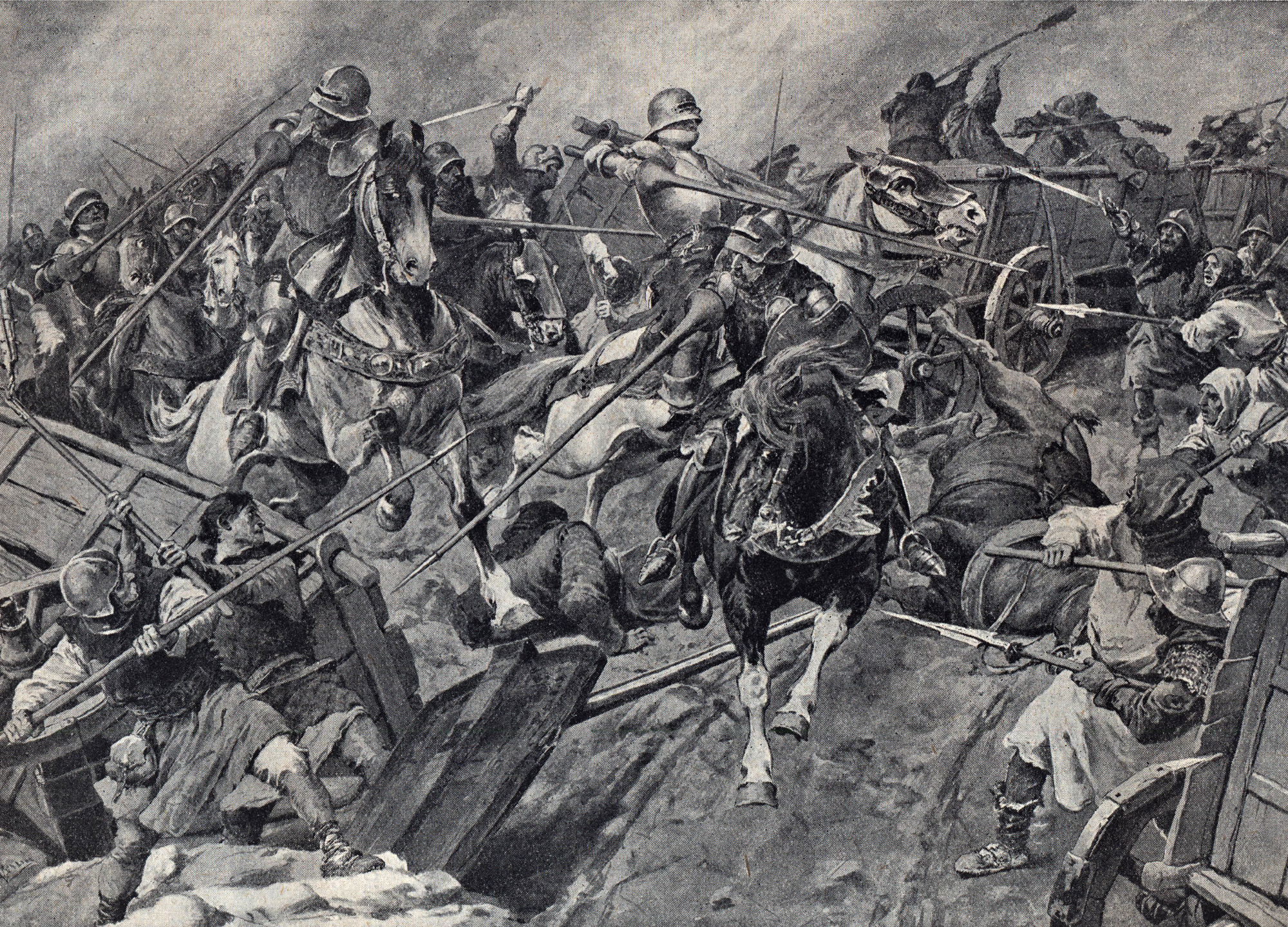
Atak jazdy na przełamany tabor w bitwie pod Lipanami (1434)

Bitewne wykorzystanie taboru wojskowego stanowiło nowość w europejskiej sztuce wojennej. Początkowo pomyślany jako zapora przeciw konnicy, z czasem wykorzystywany bywał też ofensywnie – do burzenia wrogiego szyku i do spychania nieprzyjaciela z pola walki. Istotne znaczenie miał również dla szerszego niż dotąd wykorzystania artylerii częściowo transportowanej na wozach na większe odległości.
Wczesnym sprawdzianem taktyki użycia taborów w bitwie były zwycięskie bitwy husytów pod Sudomierzem i Beneszowem w 1420, gdzie Żiżce udało się dzięki temu pokonać rycerską jazdę przeciwnika. Walki pod Sudomierzem i Hořicami wykazały skuteczność obrony także przed spieszoną konnicą. Pod Nekmierzem i Sudomierzem nieliczna piechota jedynie dzięki taborowi i jego artylerii pobiła parokrotnie silniejszego nieprzyjaciela. W obronie pozycyjnej tabor wykorzystywano umiejętnie nie tylko na wzniesieniu (góra Vladař, Hořice, Czerwoniak), lecz nawet w oparciu o mury miejskie (Kutna Hora 1421) lub obronną (inkastelowaną) budowlę kościelną (Mały Bór 1420).
Z kolei ruchomy szyk taborowy wykorzystano ofensywnie pod Maleszowem w 1424, używając część stoczonych z góry wozów ciężarowych dla rozerwania i zmieszania szyku nieprzyjaciela. W odwrocie zaś umieszczona na wozach artyleria pozwoliła husytom w 1421 wydostać się z osaczenia zarówno pod Kutną Horą, jak i pod górą Vladař. O wielkiej skuteczności tej formacji obronnej świadczy fakt, że ostatnią bitwę wojen husyckich – pod Křečem w 1435 przegrano jedynie wskutek niedomknięcia taboru (podobnie fatalnie zaciążyło nieprzygotowanie taboru do obrony pod Hiltersried w 1433); była to również ostateczna przyczyna klęski pod Lipanami w 1434.

## Późniejsze zastosowanie

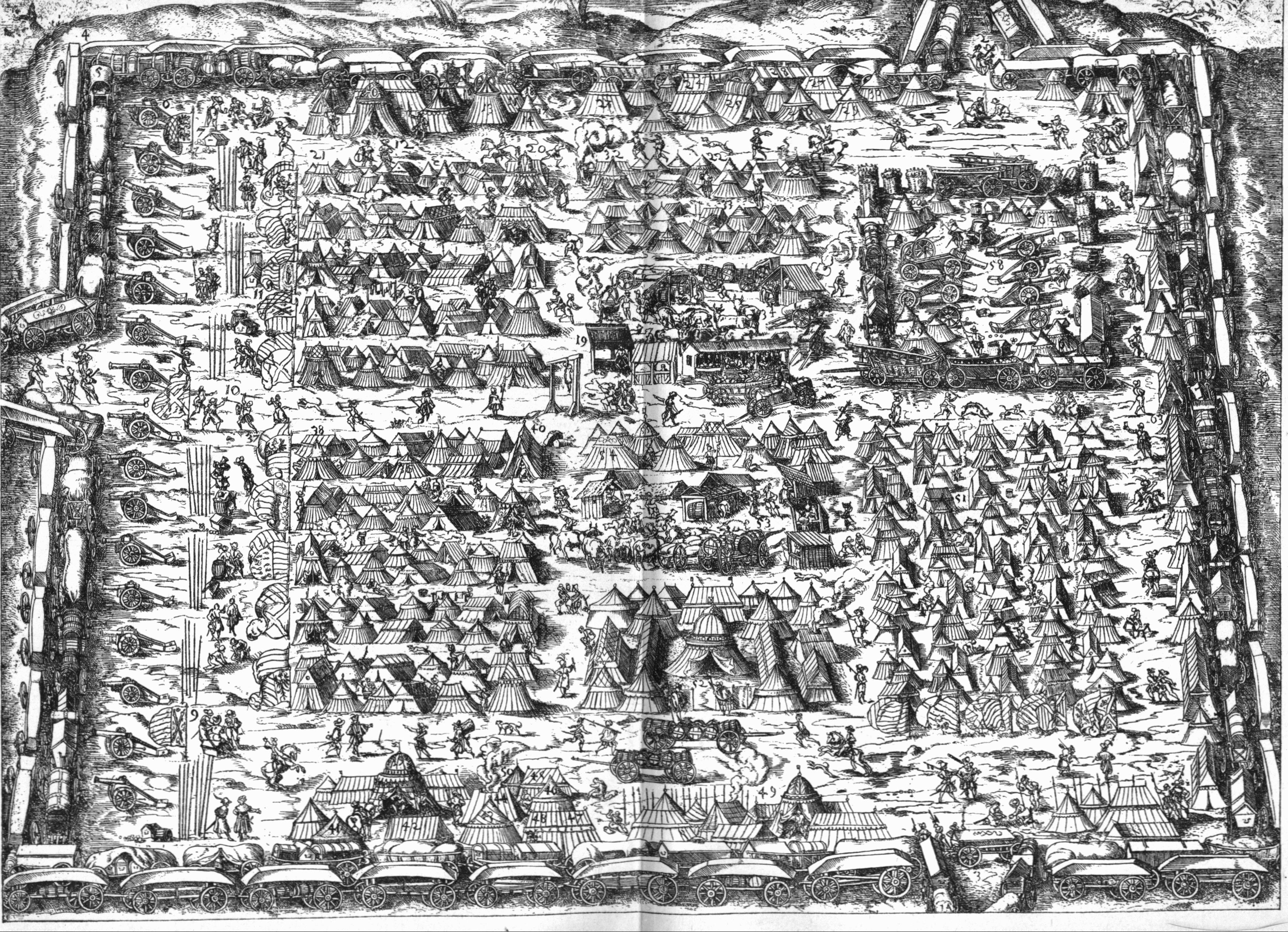
Tabor polowy w XVI wieku

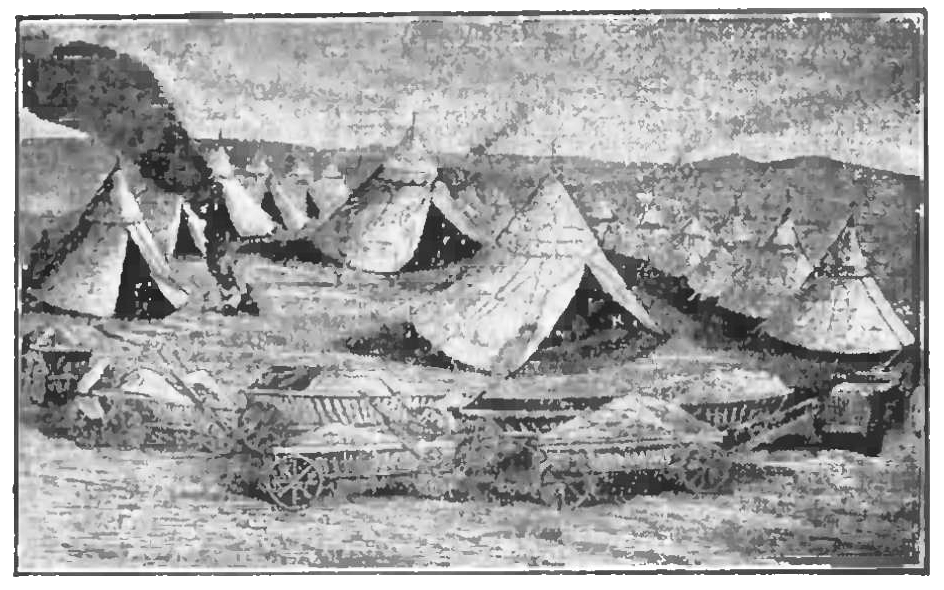
XVII-wieczny tabor kozacki

Obronny szyk taborowy stosowali również na przykład Krzyżacy pod Chojnicami w 1454, a w czasach późniejszych – zarówno wojska polskie, jak i siczowi Kozacy. Wiedza ta i doświadczenia zostały na grunt polski niewątpliwie przeniesione przez czeskich żołnierzy zaciężnych, wśród których liczni byli uczestnicy wojen husyckich. Polacy z powodzeniem wykorzystywali tabor stacjonarnie (to jest jako obóz warowny) pod Cecorą w 1595 i pod Chocimiem w 1621. Rezygnacja z tej taktyki (wbrew polskiej koncepcji) była istotną przyczyną klęski Węgrów pod Mohaczem w 1526, gdzie to właśnie przeciwnik wykazał niszczycielską skuteczność obrony przez tureckich janczarów taboru pospinanego łańcuchami i obsadzonego artylerią. 
W XVI i XVII wieku stracił on jednak swój wyłącznie obronny charakter. Dowódcy (zwłaszcza polscy hetmani) zaczęli go stosować również w charakterze bazy wypadowej i w sposób mobilny. Wczesnym przykładem umiejętności Polaków w zakresie zmiennego wykorzystania taboru była już XV-wieczna bitwa pod Świecinem, jak i późniejsze – pod Obertynem (1531) i Cecorą (1620). 
W XVII wieku umiejętności te od Polaków przejęli Rosjanie i Kozacy. Już walki pod Chocimiem w 1621 wykazały umiejętności w stacjonarnej obronie taboru przez Kozaków hetmana Sahajdacznego, a późniejsze bitwy pod Kumejkami (1637) i Beresteczkiem (1651) udowodniły ich wysokie zdolności w ruchomym wykorzystaniu szyku taborowego. W walce ze stroną polską Rosjanie (wspólnie z Kozakami) prawdopodobnie po raz pierwszy skutecznie zastosowali ten szyk pod Ochmatowem w 1655.

## Literatura
- Stephen Turnbull, Angus McBride: The Hussite Wars 1419–36. Bloomsbury, 2004, ISBN 978-1-84176-665-2.